# Aleš Zálesný
Aleš Zálesný (* 4. ledna 1980) je bývalý český florbalový útočník, reprezentant a vicemistr světa, Česka, Švýcarska a Švédska. V roce 2009 byl vyhlášen pátým nejlepším florbalistou světa. Ve florbalových soutěžích Česka, Finska, Švýcarska a Švédska hrál v letech 1998 až 2020.

## Klubová kariéra

### FBC Ostrava
Zálesný začínal v FBC Ostrava. Za mužský tým hrál od roku 1998. Nejprve s  FBC, jako první český tým v historii, vyhráli Czech Open. V navazující sezóně 1998/1999 nastoupil i v nejvyšší soutěži, ve které FBC poprvé postoupilo do finále play-off a získalo vicemistrovský titul. To zopakovali i o čtyři roky později v sezóně 2002/2003, ve které Zálesný vyhrál kanadské bodování v základní části a ve finálové sérii vstřelil dva góly.

### Finsko a Švýcarsko
Po sezóně odešel do finské Salibandyliigy do klubu Kirkkonummi Rangers, ve kterém se stal druhým nejproduktivnějším hráčem. Po roce přestoupil za Radkem Sikorou do švýcarského klubu UHC Grünenmatt, který v té době hrál 1. ligu, tedy třetí nejvyšší soutěž. Klubu pomohl hned v prvním roce k postupu do National League B (NLB).
V polovině sezóny 2006/2007 odešel na hostování do Basel Magic, aby klubu pomohl s udržením v nejvyšší soutěži. Grünenmatt mezitím postoupil a tak Zálesný po návratu pokračoval v National League A. Po sezóně 2007/2008 přestoupil do Tigers Langnau, se kterými získal v ročníku 2008/2009 titul vicemistra.

### Švédsko
Po dvou letech v Langnau přestoupil do Švédské superligy do klubu Warberg IC. Tím se stal prvním florbalistou v historii, který hrál ve všech čtyřech nejlepších národních soutěžích světa, tedy české, finské, švýcarské i švédské, a zároveň prvním cizincem v týmu Warbergu. Za Warberg odehrál jednu sezónu 2010/2011, ve které se s týmem jako první Čech probojoval do švédského superfinále, kde ale prohráli.

### Závěr kariéry
Po té se vrátil do Langnau, kde se ale pro zranění neuplatnil. Po jedné sezóně odešel společně s týmovým trenérem do čtvrté ligy do klubu Ticino Verbando Gordola. Do města Gordola se přestěhoval i s rodinou a stal se v klubu kapitánem, nejproduktivnějším hráčem i hlavním trenérem mládeže. Týmu pomohl se během čtyř let probojovat o dvě úrovně výš do NLB.
V polovině sezóny 2018/2019 se po 16 letech dočasně vrátil do FBC Ostrava, aby klubu pomohl k postupu do play-off. Po sezóně se vrátil zpět do Verbana, za které odehrál ještě jeden ročník.

## Reprezentační kariéra
Zálesný reprezentoval Česko šesti mistrovstvích světa mezi lety 2002 a 2012. Patří tak k hráčům s nejvyšším počtem účastí. Na Mistrovství v roce 2002 vstřelil vítězný gól (a na první asistoval) v prvním vítězném zápase Česka proti Finsku a prvním vítězství proti florbalové top 3 zemi na mistrovství v historii. Na dalším Mistrovství v roce 2004, na kterém patřil k nejproduktivnějším českým hráčům, získal první českou stříbrnou medaili, poté co v semifinále asistoval na dva góly včetně rozhodujícího. Na turnaji v roce 2008 byl společně s Danielem Foltou zařazen do All Star týmu a byl nejproduktivnějším hráčem týmu. Na Mistrovství v roce 2010 přidal ještě bronzovou medaili. Jeho účast na Mistrovství v roce 2012 byla unikátní v tom, že v té době hrál až ve čtvrté švýcarské lize.
| Umístění | Soutěž                                            | Zápasy | Body |
| -------- | ------------------------------------------------- | ------ | ---- |
| 4.       | Mistrovství světa ve florbale 2002                | 6      | 3    |
|          | Mistrovství světa ve florbale 2004                | 6      | 11   |
| 4.       | Mistrovství světa ve florbale 2006                | 6      | 3    |
| 4.       | Mistrovství světa ve florbale 2008 (All Star tým) | 6      | 11   |
|          | Mistrovství světa ve florbale 2010                | 6      | 8    |
| 7.       | Mistrovství světa ve florbale 2012                | 5      | 8    |

## Ocenění
Ostřanský byl zařazen do Síně slávy klubu FBC Ostrava. V roce 2009 byl v Anketě Innebandymagazinet zvolen pátým nejlepším hráčem světa.